# Belfort van Gent
Het belfort van Gent is een 95-meter hoge belforttoren in het centrum van de Belgische stad Gent. De toren in beheer van Historische Huizen Gent is de middelste toren van de beroemde Gentse torenrij, samen met de Sint-Niklaaskerk en de Sint-Baafskathedraal. Tegen het belfort staat ook de Gentse lakenhal.

## Geschiedenis

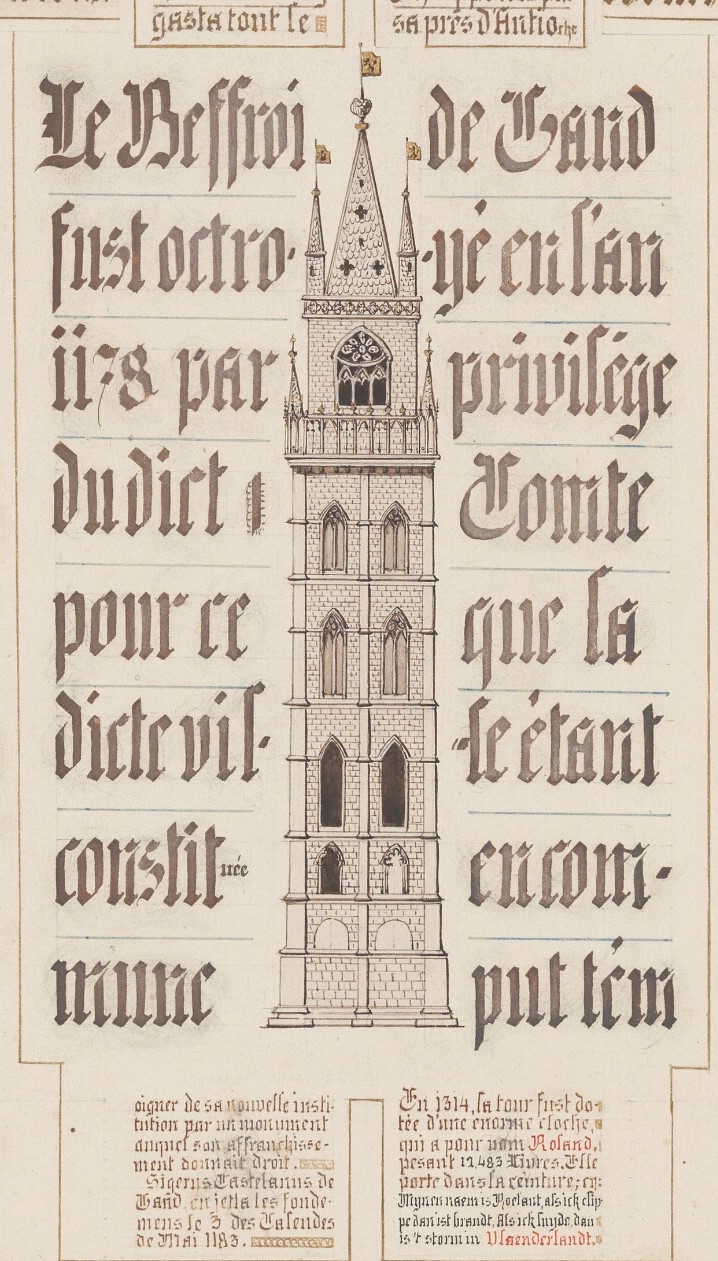
Miniatuur van het Gentse belfort in de 19de eeuw. Fragment uit het manuscript "Gand et Flandre" met kronieken, kaarten, miniaturen en monumenten. Gemaakt door Bruno Christiaenssens, 1844.

Men begon waarschijnlijk te bouwen aan het belfort voor 1313, het jaar waaruit de eerste rekeningen dateren. Een ontwerptekening bewaard in het STAM is van Jan van Haelst, meestermetselaar. In 1323 waren reeds vier bouwlagen (van de zes geplande) klaar. Tussen 1377 en 1380 werd een voorlopige houten torenbekroning opgetrokken. Daarop werd de legendarische 'Draak van Gent' gehesen. De volgende eeuwen werd de torenspits herhaaldelijk aangepast.
Na verschillende houten spitsen, kreeg het belfort in 1851 een neogotische gietijzeren spits. Een halve eeuw later was de staat van de spits echter te slecht geworden, en met de Wereldtentoonstelling van 1913 in het vooruitzicht werd een wedstrijd uitgeschreven voor een nieuwe spits. Een voorstel van Valentin Vaerwyck, gebaseerd op de middeleeuwse spits, werd goedgekeurd. Doordat de werken snel moesten gebeuren, bleken er achteraf vele gebreken te zijn, onder meer in de verbinding tussen de stenen romp en het nieuwe stenen klokkenhuis. In 1967 en 1980 werden daarom restauratiewerken uitgevoerd.
Sinds 1936 is het beschermd als monument. Het belfort van Gent behoort samen met de Lakenhal en de Mammelokker sinds 1999 ook tot het Werelderfgoed van de UNESCO.

## Lakenhal en Mammelokker
Met de bouw van de lakenhal, die tegen het Belfort aanleunt, werd begonnen in 1425 en hij werd stopgezet in 1445. Van de elf geplande traveeën werden er slechts zeven gebouwd. In 1903 werden de vier ontbrekende traveeën bijgebouwd volgens de oorspronkelijke plannen.
De "Mammelokker" is een kleine annex, daterend van 1741, waar de bewakers van de stadsgevangenis verbleven. Die gevangenis besloeg een deel van de oude lakenhal van 1742 tot 1902. De naam verwijst naar de legende van de "Romeinse liefdadigheid". In die legende werd een gevangene tot de dood door uithongering veroordeeld, maar hij weigerde te sterven. De legende wil dat zijn dochter een voedster was, die hem elke dag bezocht om hem borstvoeding te geven. Toen de cipiers dit ontdekten, vonden ze dit zo lief en goed, dat ze de man vrijlieten. Een standbeeld bij het gebouw beeldt die legende uit.
Sinds 1613 maken de schermers van de Sint-Michielsgilde gebruik van de bovenste twee verdiepingen van de lakenhal. Het toenmalige stadsbestuur gaf hiertoe toestemming, omdat de schermersgilde mee verantwoordelijk was voor de verdediging van de stad. Aangezien de gilde vandaag nog bestaat en het besluit uit 1613 nog steeds rechtsgeldig is, wordt dit deel van de lakenhal nog steeds als officieel club- en oefenlokaal gebruikt.

## De vuurspuwende draak
De windwijzer op de torenspits is een vergulde roodkoperen draak. Volgens de overlevering zouden de Gentenaars haar in 1382, na hun overwinning in de slag op het Beverhoutsveld, van de Brugse Sint-Donaaskathedraal hebben gehaald, om haar als oorlogsbuit triomfantelijk langs de Lieve naar Gent over te brengen. In werkelijkheid lieten ze het gevaarte in 1377 vervaardigen voor 2312 pond. Het is 3,55 m lang en weegt 455 kg. Symbolisch beschermde de draak de gemeentelijke vrijheden in het sekreet, een versterkte zaal in het belfort waar de charters en privileges werden bewaard.
Sanderus vermeldt dat men de draak bij feestelijkheden vuur liet braken langs de draaispil. In 2018, tijdens de Gentse Feesten, spuwde de draak op het belfort na 199 jaar opnieuw vuur, om 22u30 en om middernacht. De stad Gent nam dit initiatief om de 175e verjaardag van de feesten te vieren. 
Het exemplaar op de toren is in 1853 vervangen en in 1980 werd een derde draak naar boven gehesen.

## Galerij

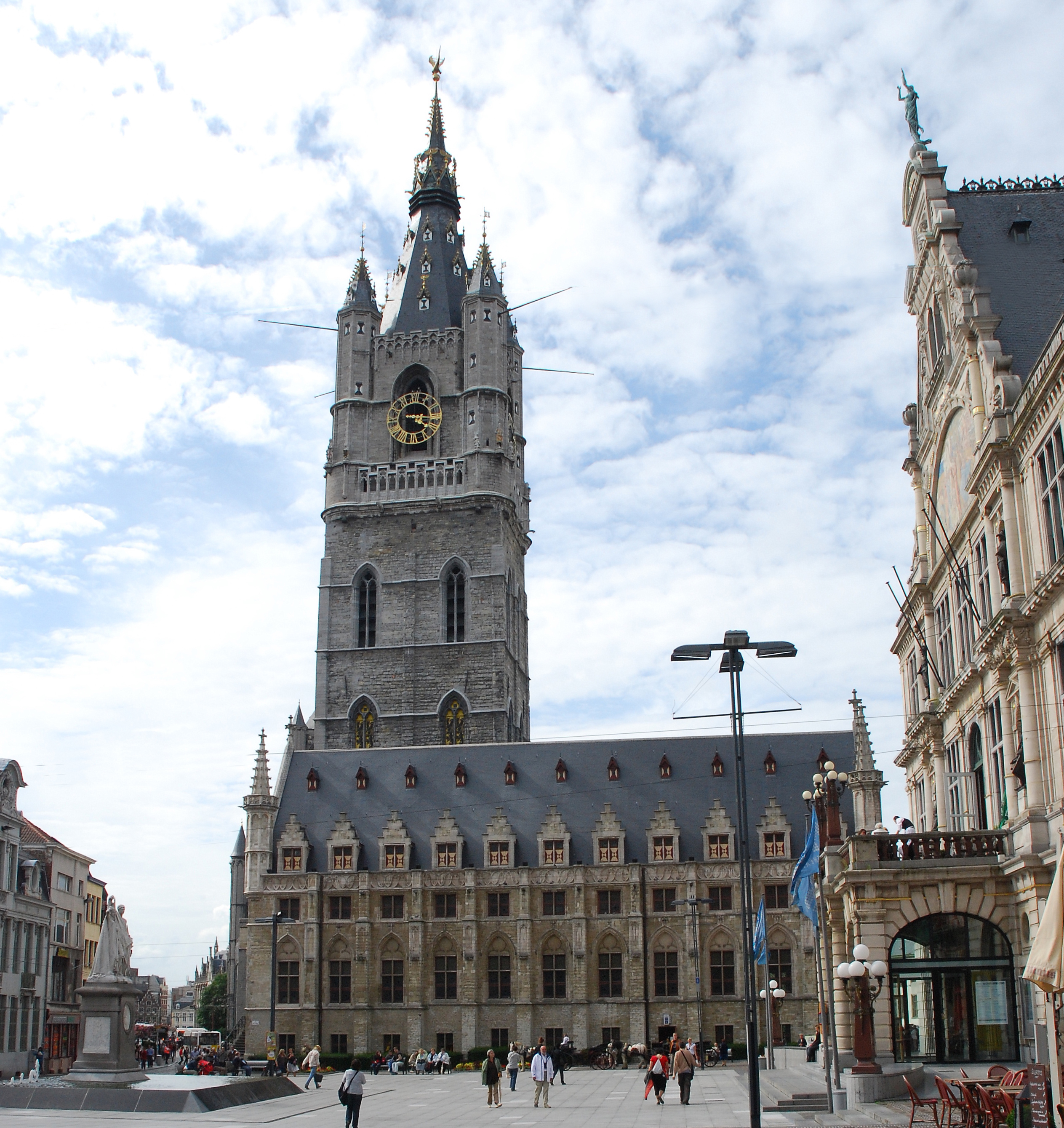
Belfort met lakenhal en het NTGent rechts
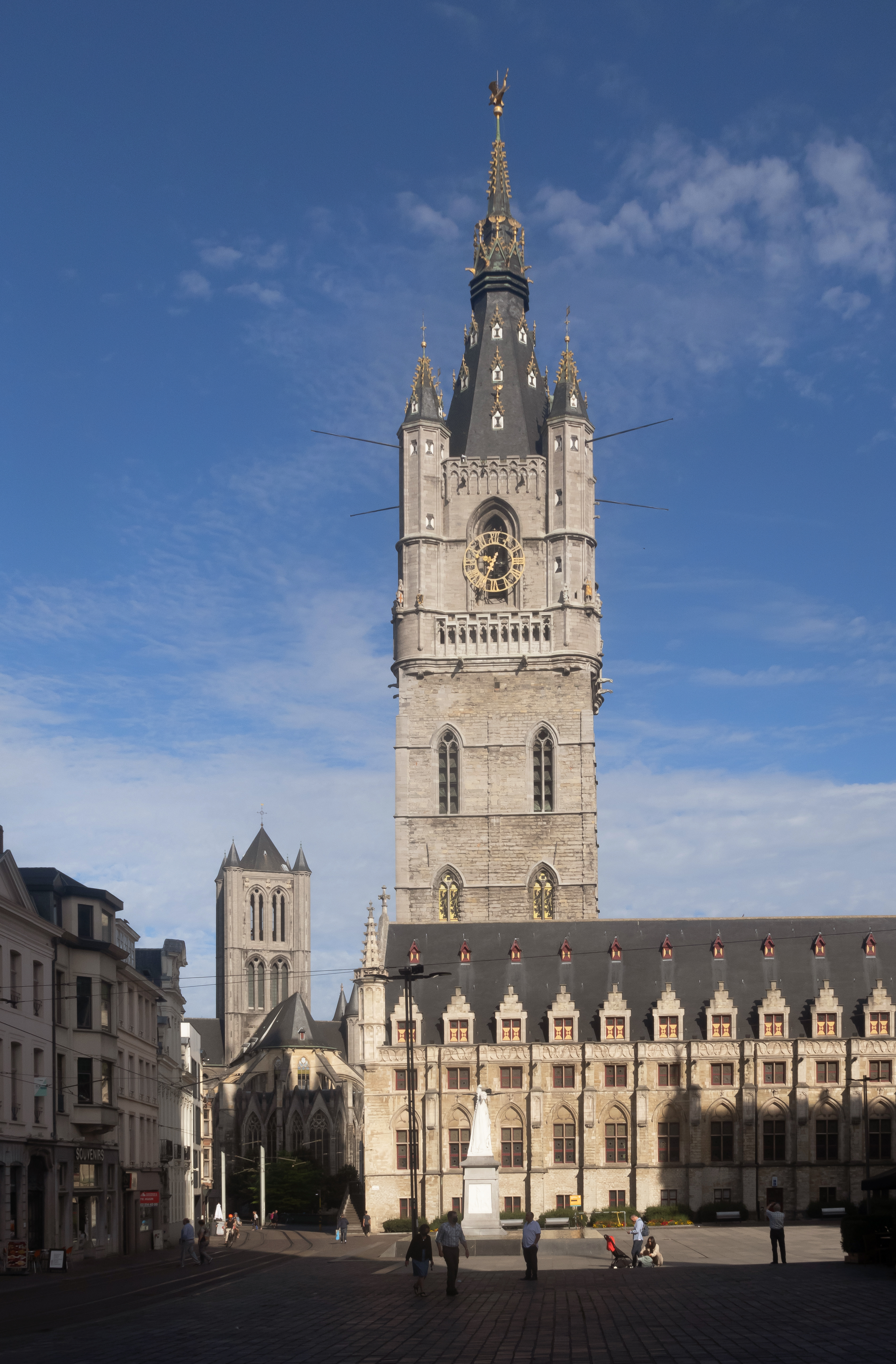
Belfort met de Sint-Niklaaskerk op de achtergrond
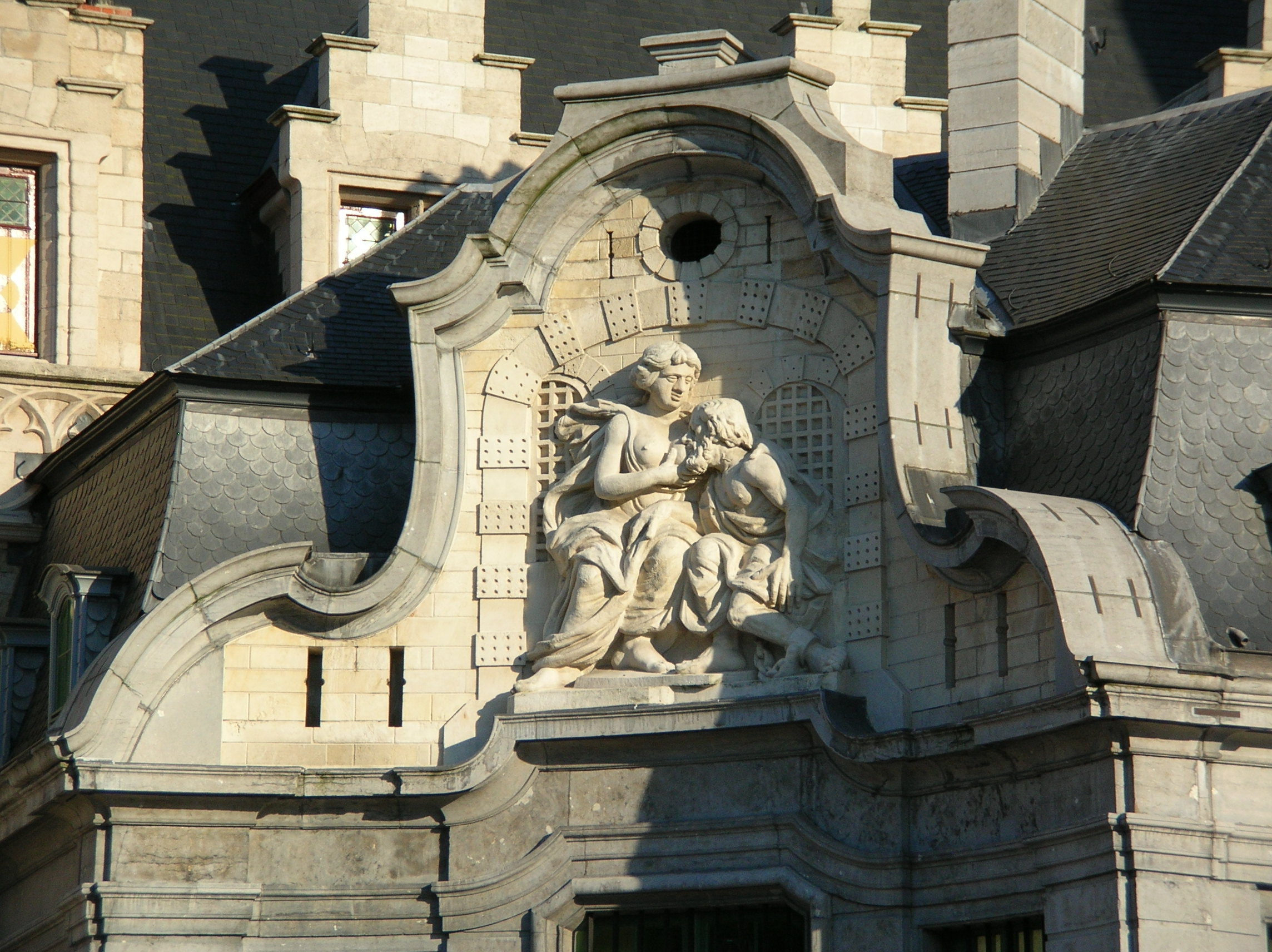
Uitbeelding van de Mammelokkerlegende
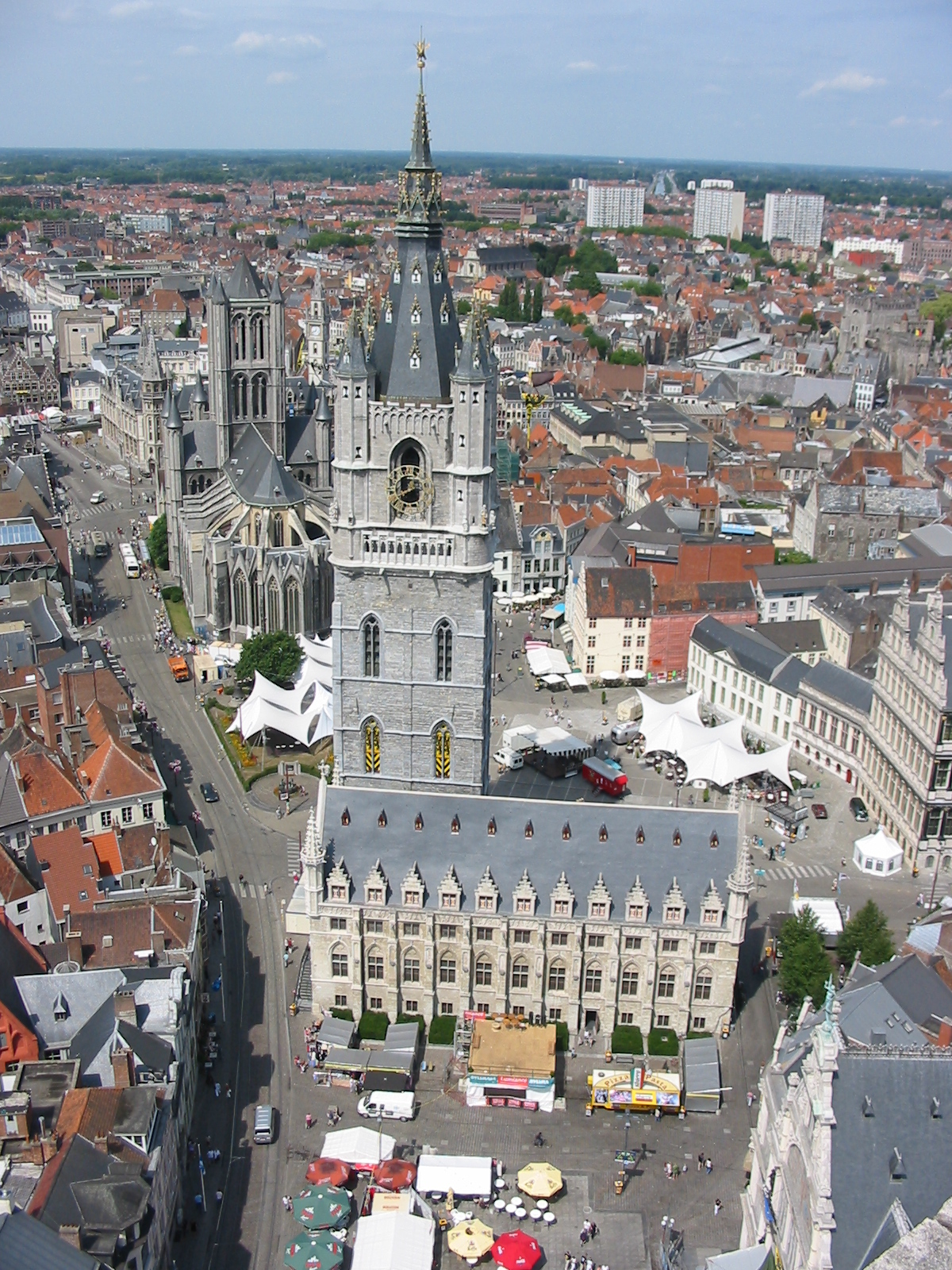
Gezicht op het Belfort en de lakenhal van Gent, vanaf de Sint-Baafskathedraal met daarachter de Sint-Niklaaskerk
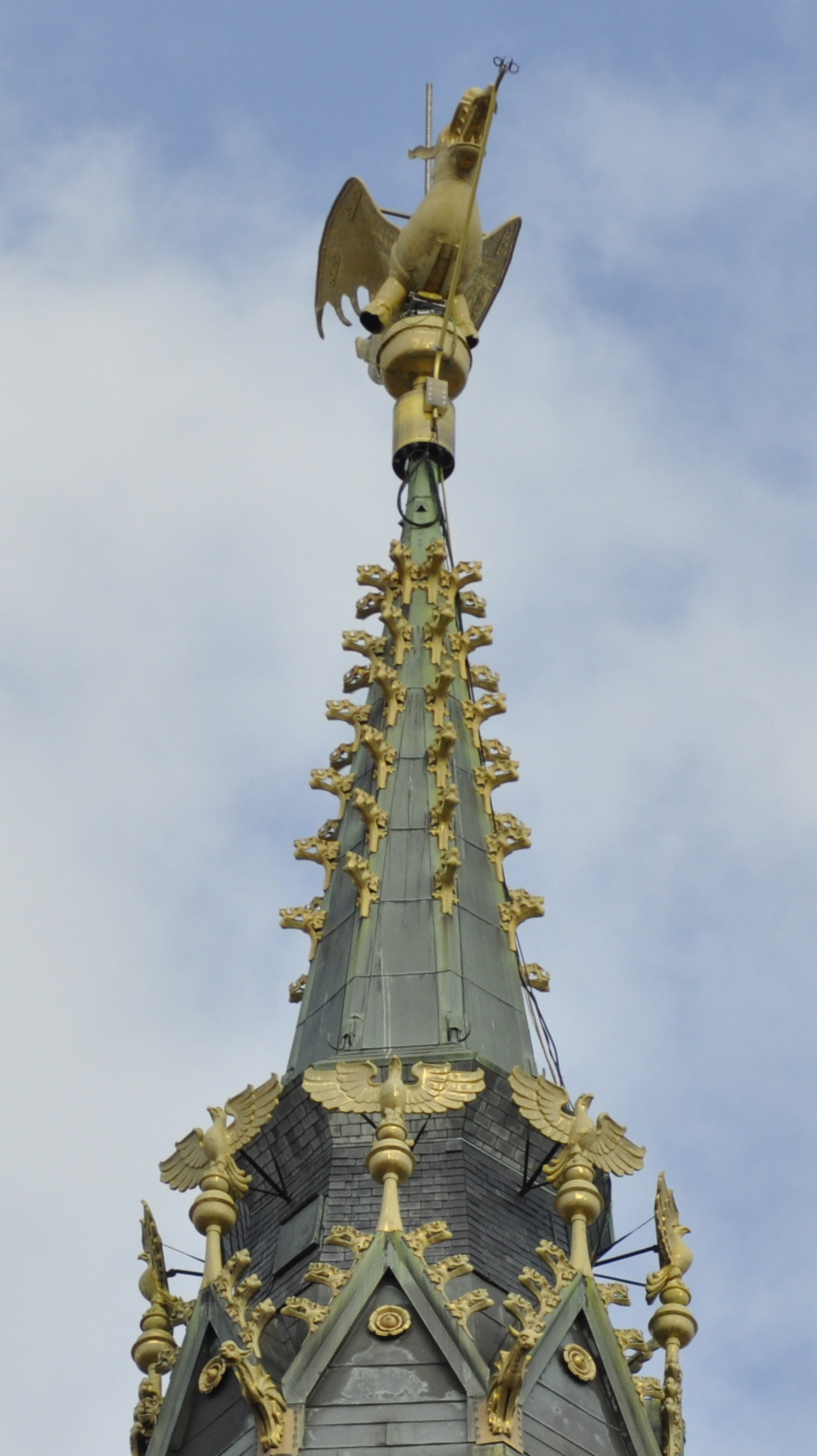
De draak in 2018
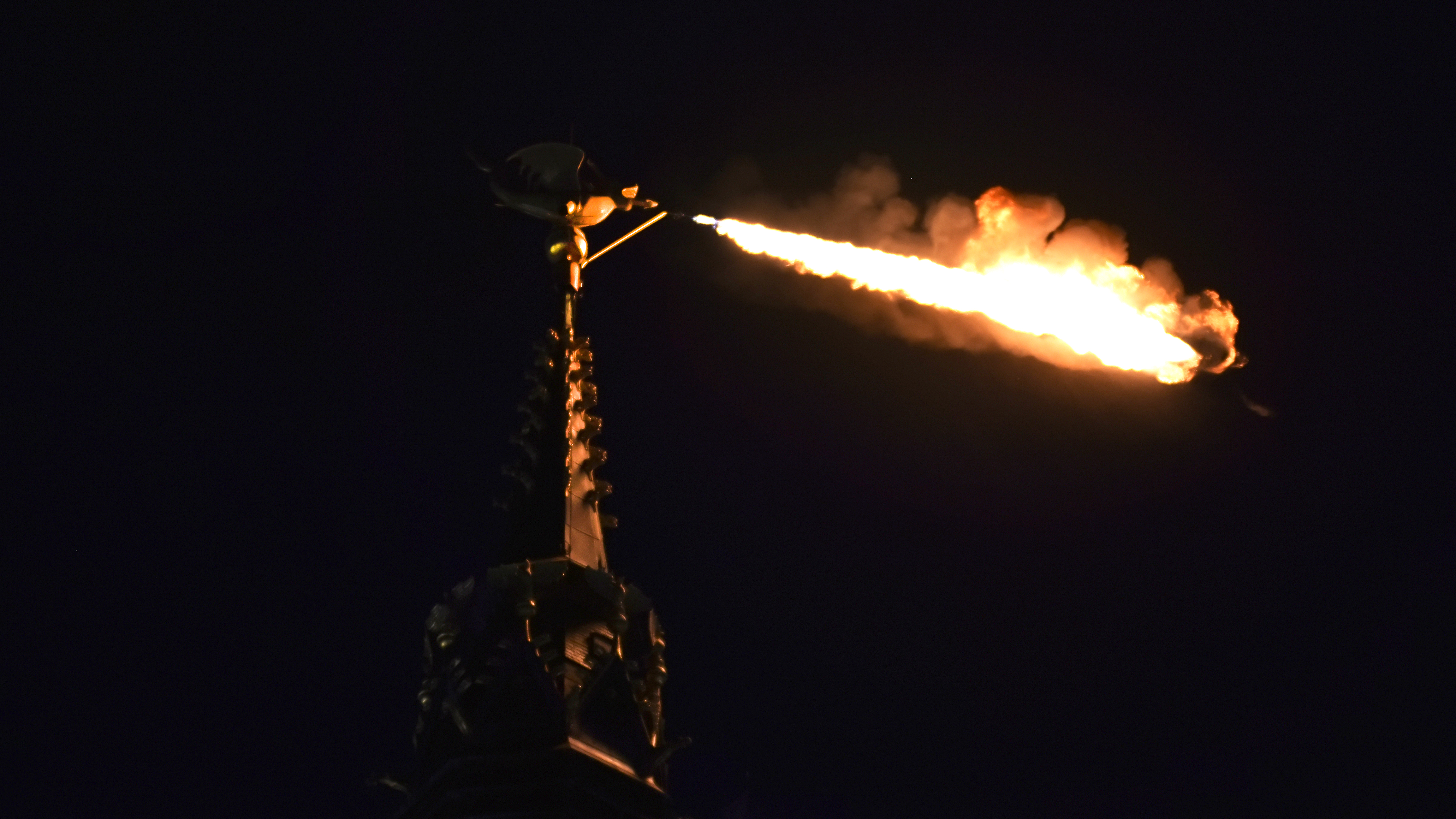
Vuurspuwende draak op het Belfort tijdens de Gentse Feesten 2018
19de-eeuws zicht op het Belfort en de Sint-Baafskathedraal

## De Beiaard
In het Gentse Belfort bevindt zich een beiaard die bestaat uit 54 klokken met een totaalgewicht van ongeveer 30 ton. Daarmee behoort ze tot de zwaarste beiaarden van België.
In 1659 begon de bekende klokkengieter Pierre Hemony aan de bouw van een nieuwe beiaard voor het Gentse belfort. Hij heeft hiervoor de oorspronkelijke "Klokke Roeland" uit 1314 omgesmolten. Met dit metaal werd een deel van de nieuwe beiaard en een nieuwe triomfklok gegoten. De triomfklok kreeg de naam: Grote Triumphante (de huidige Roeland) en hangt nu in de betonnen klokkenstoel naast de Stadshal aan het Emile Braunplein. Op de plaats waar vroeger de "Grote Triumphante" hing, hangt nu Klokke Roeland — ook wel genoemd naar de gieter de "Michielsklok", om verwarring met de klok uit 1314 te vermijden — uit 1948. Deze luidklok heeft een gewicht van 6,7 ton en maakt dankzij verschillende hamers ook deel uit van de beiaard.
Tussen 1964 en 1981 werd de beiaard niet bespeeld vanwege de slechte toestand waarin het instrument verkeerde en vanwege restauratiewerken aan de toren. De restauratie van de beiaard werd uitgevoerd in 1981.
De beiaard wordt regelmatig bespeeld door een beiaardier. Het instrument is al sinds het begin voorzien van een speeltrommel, zodat om het kwartier een melodie weerklinkt. De speeltrommel is aangesloten op het torenuurwerk.